# Clypeidae
Clypeidae es una familia de equinodermos que forma parte del orden Clypeasteroida.

## Registro fósil
Esta familia ha dejado evidencia en el registro fósil desde el Jurásico (específicamente, desde el Bajociano) hasta el Cretácico (Santoniano), abarcando un periodo de aproximadamente 164,7 a 94,3 millones de años. Se han hallado fósiles de especies pertenecientes a este género en Egipto, Francia, Portugal, Arabia Saudita, Suiza, Ucrania, Emiratos Árabes Unidos, Chile, Etiopía, Alemania, India, Kenia, Madagascar, Polonia, Arabia Saudita, Somalia, Túnez, Estados Unidos . Reino y Estados Unidos . 

## Géneros
Los géneros dentro de esta familia incluyen: 
- Astrolampas Pomel 1883
- Clípeo Leske 1778
- Colliclypeus Smith 1991
- Pseudopygurus
- Pygurus Agassiz 1839